# اليوم العالمي للمدن
اليوم العالمي للمدن هو حدث للأمم المتحدة، يُقام في 31 أكتوبر من كل عام، يتم تنظيمه من قبل برنامج الأمم المتحدة للمستوطنات البشرية، أُعلن عن إنشاؤه في ديسمبر 2013، ويهدف اليوم إلى تعزيز اهتمام المجتمع الدولي بالتحضر العالمي، ودفع التعاون بين البلدان إلى الأمام من أجل تلبية الفرص والتحديات التي تواجه التحضر، والمساهمة في التنمية الحضرية المستدامة في جميع أنحاء العالم.

## أيام المدن العالمية السابقة
| العام | الشعار                                            | المكان                   |
| ----- | ------------------------------------------------- | ------------------------ |
| 2024  | قيادة الشباب للعمل المناخي والمحلي لأجل المدن     | الإسكندرية، مصر          |
| 2023  | تمويل مستقبل حضري مستدام للجميع                   | أسكدار، تركيا            |
| 2022  | العمل المحلي للوصول إلى العالمية                  | شانغهاي، الصين           |
| 2021  | تكيف وتعزيز قدرات المدن لمقاومة التغيرات المناخية | الأقصر، مصر              |
| 2020  | تقدير أهمية مجتمعاتنا ومدننا                      | ناكورو، كينيا            |
| 2019  | تغيير العالم: ابتكارات وحياة أفضل للأجيال القادمة | يكاترينبورغ، روسيا       |
| 2018  | بناء مدن مستدامة ومرنة                            | ليفربول، المملكة المتحدة |
| 2017  | الحوكمة المبتكرة والمدن المفتوحة                  | شانغهاي، الصين           |
| 2016  | المدن الشاملة والتنمية المشتركة                   | كيتو، الإكوادور          |
| 2015  | مصممة للعيش معًا                                   | ميلانو، إيطاليا          |
| 2014  | قيادة التحولات الحضرية                            | شانغهاي، الصين           |

## وصلات خارجية
- الموقع الرسمي.